# 에어울산
에어울산(Air Ulsan)은 2015년에 울산광역시와 울산 지역 기업체들의 민, 관합작으로 설립되는 지역거점 저비용 항공사이다. 설립 초창기에는 항공기 2대로 김포국제공항과 제주국제공항을 중심으로 하는 국내선을 운영하며, 이후 국제선으로 운영범위를 늘릴 예정이였다.

2013년 4월부터 용역을 수행하고있는 한국교통연구원에 따르면 2015년부터 울산~김포·제주 2개노선에 취항하면 2021년부터, 김포·제주·인천 3개노선에 취항하면 2024년부터 흑자전환이 가능하며, 국제선(울산~오사카)을 동시에 취항하면 흑자전환이 어려울 것으로 전망했다. 지역기업들이 투자에 어려움을 보이면서 항공사 설립이 최종 무산됐다.